# Laurel Hubbard
Laurel Hubbard (nascida em 9 de fevereiro de 1978) é uma halterofilista da Nova Zelândia. Selecionada para competir nos Jogos Olímpicos de Verão de 2020, ela será a primeira atleta abertamente transgênero a competir nos Jogos Olímpicos. Hubbard está em sétimo lugar da divisão feminina acima de 87 kg da IWF.

## Carreira
Competindo antes de sua transição de gênero, Hubbard estabeleceu recordes júnior na Nova Zelândia em 1998 na recém-criada divisão M105+. Esses recordes foram posteriormente superados por David Liti. Hubbard falou contra o que ela chama de "um dos equívocos que estão por aí" que ela treinou durante toda a sua vida antes de fazer a transição para mulher, afirmando que ela parou de levantar peso em 2001, explicando: "tornou-se demais para suportar .. . apenas a pressão de tentar me encaixar em um mundo que talvez não fosse realmente feito para pessoas como eu".
Em 2012, Hubbard fez a transição para o sexo feminino e tornou-se Laurel Hubbard. Ela começou a tomar hormônios sexuais naquele ano. Hubbard competiu no levantamento de peso internacional pela primeira vez em 2017.
No Australian International & Australian Open 2017 em Melbourne, ela competiu na categoria acima de 90 kg, conquistando a medalha de ouro. Assim, ela se tornou a primeira mulher trans a ganhar um título internacional de levantamento de peso pela Nova Zelândia. Embora Hubbard cumprisse os requisitos de elegibilidade para competir, sua vitória gerou polêmica, com alguns outros concorrentes alegando que a competição era injusta. O presidente-executivo da Federação Australiana de Halterofilismo, Michael Keelan, disse que isso era injusto com os outros competidores.
Hubbard se qualificou para os Jogos da Commonwealth de 2018, mas uma lesão no cotovelo durante a competição forçou sua retirada do evento enquanto liderava o campo. Após a lesão, Hubbard anunciou sua provável aposentadoria do levantamento de peso.
Hubbard mais tarde voltou ao esporte, ganhando duas medalhas de ouro nos Jogos do Pacífico de 2019, em Samoa. A decisão de permitir que Hubbard competisse foi posteriormente criticada pelo presidente do Samoa 2019, Loau Solamalemalo Keneti Sio, e pelo primeiro-ministro de Samoa, Tuilaepa Aiono Sailele Malielegaoi.
Em 2020 ela ganhou a medalha de ouro no evento feminino acima de 87 kg na Copa do Mundo Roma 2020 em Roma, Itália.

### Qualificação olímpica
Em 21 de junho de 2021, o Comitê Olímpico da Nova Zelândia confirmou que Hubbard havia sido selecionada para a equipe olímpica para competir na categoria feminina de 87 quilos. Essa decisão resultou em Hubbard se tornando a primeira atleta abertamente transgênero a ser selecionada para os Jogos Olímpicos. Ela é a levantadora de peso mais velha a se qualificar para os jogos.
A decisão atraiu polêmica, com a levantadora de peso belga Anna Van Bellinghen alegando que permitir que uma mulher transexual competisse no evento feminino era injusto e que a situação era "como uma piada de mau gosto". A seleção também foi criticada pela ex-atleta representante da Nova Zelândia Tracey Lambrechs e pela organização Save Women's Sport Australasia. A concorrente australiana Charisma Amoe-Tarrant apoiou a participação de Hubbard. Expressões públicas de apoio também foram feitas pela primeira-ministra da Nova Zelândia, Jacinda Ardern, e pelo ministro do esporte, Grant Robertson.